# 相原修
相原 修（あいはら おさむ、1949年 - ）は、日本の商学者。
成蹊大学名誉教授、日本大学商学部教授。ハリウッド大学院大学教授。日本フードサービス学会会長。フランスの小売業のマーケティングに関する研究者として著名。

## 来歴
1949年、神奈川県横浜市で誕生。1974年3月、一橋大学大学院商学研究科博士前期課程修了。商学修士を取得。1977年3月、同大学大学院商学研究科博士後期課程を単位取得満期退学。田内幸一教授に師事。
大学院修了後の1977年から、成蹊大学経済学部で務める。1977年～1980年まで専任講師、1980年～1986年まで助教授、1986年～2011年まで教授を歴任。2011年3月に定年退職し、名誉教授となる。この間1992年から1994年までパリ高等商業学校（ESCP）客員研究員。
成蹊大学退職後は、長年非常勤講師を務めていた日本大学商学部の教授に2011年4月に着任。販売管理論、商学Ⅱ、マーケティング論、外国書講読Ⅰ(英)を担当。また、同大学大学院商学研究科でも、長年非常勤講師として商学特殊講義(Ⅰ)を担当してきたが、同大学同学部教授に着任し、兼任担当することになった。
日本大学退職後は、ハリウッド大学院大学教授に2019年4月に着任。サービスマーケティング論を担当。
2016年～2020年日本フードサービス学会会長。

## 研究
- 商学
- マーケティング
- 流通の国際比較
- フランスのマーケティング
- 広告の国際比較
- 食品小売業、フードサービス業の今後
- ビューティビジネス

## 所属学会
- 日本商業学会
- 日本フードサービス学会
- 日本ビューティビジネス学会

## 著書

### 単著
- 『ベーシック マーケティング入門』日本経済新聞出版社、1989年4月10日。

### 共著
- 『経済経営セメスターシリーズ 企業経営入門』多賀出版、2004年10月。（上田泰と共編著）
- 『グローバル・マーケティング入門―「70億人世界市場」をとらえる新視点―』日本経済新聞出版社、2009年7月24日。（嶋正、三浦俊彦と共著；「第1章 グローバル化の進展」(pp.11-47)、「第6章 価値の創造」(pp.173-205)、「第7章 価値の実現・伝達」(pp.207-245)を執筆。）

### 収録
- 「第4章 事業規模と生産性からみつ主要国の流通構造」(pp.93-108)、「第6章-Ⅱ-3 フランス」(pp.157-161)（田島義博・宮下正房[編]『流通の国際比較』有斐閣、1985年5月30日。）
- 柴田書店[編]『フードサービス事典』柴田書店、1999年3月。
- 「第3章 フランス・ハイパーマーケットの業態分析」(pp.57-78)（矢作敏行『欧州の小売イノベーション』、白桃書房、2000年5月26日。）
- 「第4章-第2節 競争戦略」(pp.80-93)、「第6章 グローバル商品戦略」(pp.127-146)、「第7章 グローバルサービス商品戦略」(pp.147-165)（堀出一郎・山田晃久[編著]『グローバルマーケティング戦略』中央経済社、2003年5月1日。）
- 「第4章 フードサービス」(pp.79-100)（田中道雄[編著]『フランスの流通・都市・文化―グローバル化する流通事情―』中央経済社、2010年7月10日。）